# Liste des princes de Kozelsk

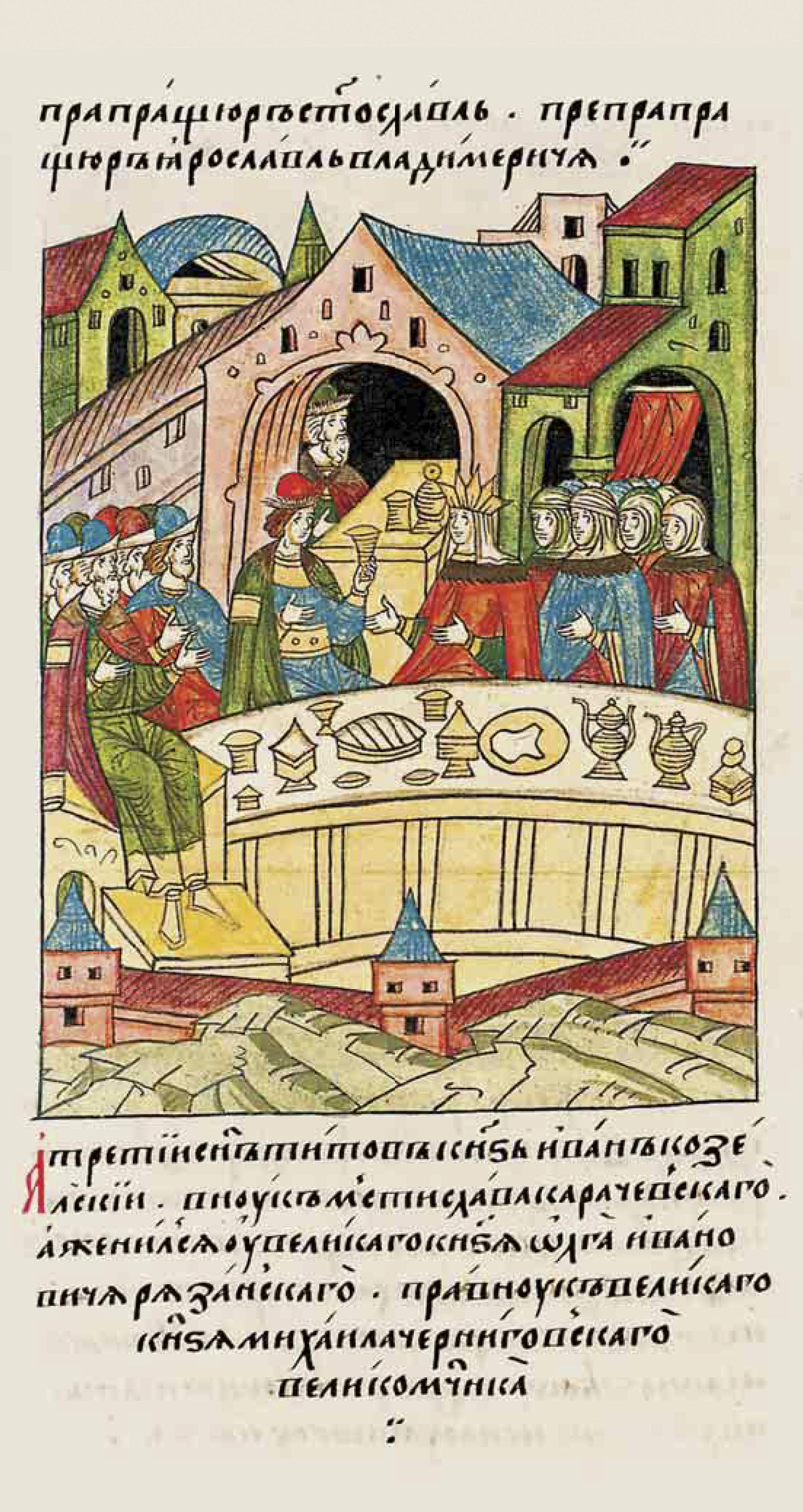
Le mariage d'Ivan Titovich, prince de Kozelsk, et d'Agrippina Olegovn de Riazan dans Chronique illustrée d'Ivan le Terrible, seconde moitié du XVIe siècle.

Voici la liste des princes de Kozelsk, en Russie.

## Princes de Kozelsk
- Mstislav Sviatoslavovitch
- jusqu'en 1223 : Dmitry, fils de Mstislav
- jusqu'en 1238 : Vasiliy de Kozelsk, petit-fils de Mstislav
- 1365 : Tit[1]
- Ivan Titovich, fils de Tit[1]
- Roman Ivanovitch, fils d'Ivan[1]
- Fédor Borisovitch, frère d'Ivan[1]